# آب‌انبار سید عباس
آب‌انبار سید عباس مربوط به دوره قاجار است و در لار، تقاطع خیابان مدرس شمالی و خیابان آیت الله سعیدی واقع شده و این اثر در تاریخ ۱۹ مرداد ۱۳۸۴ با شمارهٔ ثبت ۱۲۶۹۰ به‌عنوان یکی از آثار ملی ایران به ثبت رسیده است.